# Mười đêm mộng
Mười đêm mộng (夢十夜 Yume jūya, Mộng Thập Dạ) là tên tập truyện phát hành năm 1908, gồm mười truyện ngắn xoay quanh chủ đề mộng, của nhà văn người Nhật Natsume Sōseki.
Câu "Tôi đã mơ giấc mơ thế này" (こんな夢を見た) trở nên nổi tiếng từ tập truyện này.

## Sơ lược nội dung
Đêm thứ nhất
Lúc sắp chết, cô gái nhắn nhủ "tôi" rằng sau khi nàng chết, hãy chờ nàng một trăm năm bên mộ nàng, rồi nàng sẽ đến tìm. Ngày ngày "tôi" ngắm mặt trời to màu đỏ mọc từ Đông và lặn sang Tây và chờ đợi nhưng mãi không thấy. Lúc tưởng nàng đã dối gạt thì từ mộ nàng mọc lên bông bách hợp, lúc đó "tôi" đã biết rằng trăm năm đã trôi qua.
Đêm thứ hai
Bị làm nhục, một samurai quyết chí ngộ ra để lấy mạng hoà thượng, nếu không chàng sẽ tự sát. Nhưng samurai mãi vẫn không ngộ ra, mọi thứ trong phòng như có như không, và rồi thì đồng hồ điểm chuông...
Đêm thứ ba
"Tôi" đang cõng một đứa con mù lên sáu để nó chỉ đường đi vào rừng. Đứa bé dù mắt hỏng nhưng vẫn biết rõ xung quanh thế nào, khiến "tôi" bực dọc muốn bỏ nó đi. Sau đó đến trước một cây bách, đứa bé đã nói đúng trăm năm trước, nó đã bị giết ở nơi này. Khi nhận là mình là kẻ giết người, đứa con trên lưng "tôi" nặng trĩu.
Đêm thứ bốn
Người cha đã thấm rượu của "tôi" đến dưới gốc liễu, lôi ra chiếc khăn vàng ra và nói rằng nó sẽ biến thành rắn. Ông thổi sáo rồi tới hát để chiếc khăn thành con rắn. Rồi ông đi vào con sông và không bao giờ ngoi lên nữa.
Đêm thứ năm
"Tôi" bị bắt làm tù binh và tướng địch cho phép "tôi" được gặp người yêu lần cuối nếu nàng ta đến được trước khi gà gáy sáng. Cô gái cưỡi ngựa tiến đến doanh trại người yêu nhưng giữa đường bị rơi vào vịnh nước sâu vì bị đánh lạc hướng bởi tiếng gà gáy giả bởi ma nữ, kẻ thù của "tôi".
Đêm thứ sáu
"Tôi" đi bộ đến xem Unkei khắc hình hộ pháp ở chùa Gokoku và tự hỏi sao ông ta sống được đến lúc này. Sau khi nghe một người nói các bộ phận ông hộ pháp vốn ở trong cây, chỉ cần dùng búa và đục khắc ra thôi, "tôi" về nhà đục thử ba khúc cây nhưng đều không ra hình thù. "Tôi" ngộ ra cái cây thời Minh Trị không chôn ông hộ pháp bên trong và vì sao Unkei sống được đến ngày nay.
Đêm thứ bảy
"Tôi" đi trên một con tàu mà không rõ lý do. Sau khi nghe chuyện từ người đi tàu, nhìn người con gái khóc dựa vào thành tàu và người con gái chơi dương cầm, "tôi" cảm thấy buồn chán và quyết tìm đến cái chết. Nhưng lúc rơi, "tôi" cảm thấy hối hận...
Đêm thứ tám
"Tôi đi vào tiệm hớt tóc và ngồi trước gương, trong gương xuất hiện hình ảnh nhiều người băng ngang tiệm...
Đêm thứ chín
Người mẹ trẻ dắt đứa con lên ba đi cầu nguyện cho chồng mình vô sự nơi chiến trường. Để đứa con lại trước điện, người mẹ thắt dây lưng obi nối vào đứa con rồi đi qua đi lại trong chính điện cầu nguyện...
Đêm thứ mười
Shotarō trở về kiệt quệ sau sáu ngày mất tích vì đi theo một cô gái đẹp. Anh kể lại lúc theo cô ta đón tàu trên núi, cô gái bảo anh bay xuống dưới, nếu không sẽ bị lợn liếm. Shotarō không chịu nhảy xuống nên bị một đàn vô số lợn chạy đến liếm. Anh chiến đấu với chúng suốt sáu đêm đành bỏ cuộc và bị liếm.

## Phát hành và ảnh hưởng
Các truyện ngắn lần lượt được đăng trên tờ báo Asahi Shimbun từ ngày 25 tháng 7 đến 5 tháng 7 năm 1908. Năm 2005, Mười đêm mộng được dịch sang tiếng Việt lần đầu bởi An Nhiên, in trong tuyển Truyện dịch Đông Tây 6 của nhà xuất bản Lao động và Trung tâm Văn hoá Ngôn ngữ Đông Tây. Năm 2007, Mười đêm mộng lại được in trong hai tuyển tập truyện ngắn của nhà xuất bản Trẻ: Mộng (bản dịch của An Nhiên) và Vườn cúc mùa thu: Tản bộ trong văn học Nhật Bản (bản dịch không đầy đủ của Nguyễn Nam Trân - bút hiệu của Đào Hữu Dũng).
Tập truyện đã ảnh hưởng rõ rệt đến phim Mộng (Yume) của Kurosawa Akira phát hành năm 1990.

## Phim
Năm 2007, truyện được chuyển thể thành bộ phim cùng tên và được đạo diễn bởi 11 người. 
Giấc mộng thứ nhất
Đạo diễn: Jissoji Akio 　
Biên kịch：Teruhiko Kuze
Giấc mộng thứ hai
Đạo diễn：Ichikawa Kon
Biên kịch：Yanagi Kokuji
Giấc mộng thứ ba
Đạo diễn: Takashi Shimizu
Giấc mộng thứ bốn
Đạo diễn: Shimizu Atsushi
Biên kịch: Inotsume Shin'ichi
Giấc mộng thứ năm
Đạo diễn & Biên kịch: Toyoshima Keisuke
Giấc mộng thứ sáu
Đạo diễn & Biên kịch: Suzuki Matsuo
Giấc mộng thứ bảy
Đạo diễns: Amano Yoshitaka & Kawahara Masaaki
Giấc mộng thứ tám
Đạo diễn: Yamashita Nobuhiro
Biên kịch: Nagao Kenichiro
Giấc mộng thứ chín
Đạo diễn & Biên kịch: Nishikawa Miwa
Giấc mộng thứ mười
Đạo diễn: Yamaguchi Yūdai
Biên kịch: Yamaguchi Yūdai & Katō Junya
Thiết kế nhân vật: MAN☆GATARO
- Dạo dầu và lời bạt

Đạo diễn: Shimizu Atsushi